# KMRE-LP
KMRE-LP (102,3 LP FM) je rozhlasová stanice vysílající historické, vzdělávací a kulturní pořady. Vlastní ji Americké muzeum rádia a elektřiny v Bellinghamu, v americkém státě Washington. Odtud pochází také její zkratka Muzeum Rádia a Elektřiny. 
Stanice se soustředí na předvádění Amerického muzea a elektřiny a vysílá hudbu od prvních nahraných kousků z devatenáctého století až po konec čtyřicátých let dvacátého století, čímž zachycuje zlatou éru rozhlasového vysílání a vysílá hudbu, která jen tak jinde k slyšení není. Také chce kultivovat místní pořady přidáním jejich vzdělávací hodnoty. Dále uvítá podporu kohokoli z komunity a svým zaměstnancům nabízí svobodu kreativity. 
Federální komunikační komise dala rozhlasu licenci v červenci 2006.